# Nemanja Gordić
Nemanja Gordić (em sérvio:  Немања Гордић) (Mostar, 25 de setembro de 1988) é um basquetebolista profissional bósnio, que atualmente joga pelo Mornar pela Erste Liga, EuroCopa e ABA Liga. O atleta possui 1,93m de estatura e pesa 90kg, atuando na posição armador.

## Estatísticas

### EuroLiga
| Ano      | Equipe      | PJ | PT  | AP   | 3P   | LL   | RT | AS  | BR | TO |
| -------- | ----------- | -- | --- | ---- | ---- | ---- | -- | --- | -- | -- |
| 2010-11  | Virtus Roma | 6  | 58  | 29.4 | 46.7 | 66.7 | 2  | 15  | 1  | 0  |
| 2012-13  | Partizan    | 5  | 15  | 3    | 46.2 | 14.3 | 10 | 3   | 2  | 0  |
| 2014-15  | Cedevita    | 10 | 96  | 41.5 | 38.5 | 87.5 | 21 | 39  | 21 | 0  |
| 2015-16  | Cedevita    | 21 | 96  | 38.2 | 25   | 81   | 27 | 65  | 7  | 0  |
| Carreira | totais      | 42 | 265 | 39.1 | 34.8 | 78.9 | 60 | 122 | 31 | 0  |

### EuroCopa
| Ano      | Equipe    | PJ | PT  | AP   | 3P   | LL   | RT | AS  | BR | TO |
| -------- | --------- | -- | --- | ---- | ---- | ---- | -- | --- | -- | -- |
| 2007-08  | Budućnost | 12 | 114 | 49.1 | 37.8 | 78.3 | 25 | 17  | 6  | 0  |
| 2008-09  | Budućnost | 6  | 61  | 50   | 25.9 | 77.8 | 7  | 9   | 6  | 0  |
| 2010-11  | Budućnost | 3  | 6   | 2    | 12.5 | 33.3 | 2  | 3   | 0  | 0  |
| 2013-14  | Igokea    | 10 | 118 | 12.5 | 48   | 66.7 | 21 | 37  | 4  | 0  |
| 2014-15  | Cedevita  | 7  | 56  | 46.3 | 20   | 100  | 11 | 42  | 4  | 0  |
| 2016-17  | Budućnost | 5  | 10  | 25   | 12.5 | 50   | 7  | 7   | 3  | 1  |
| 2017-18  | Budućnost | 2  | 25  | 46.7 | 12.5 | 80   | 6  | 15  | 3  | 0  |
| Carreira | totais    | 45 | 390 | 45.5 | 31.3 | 75   | 79 | 130 | 26 | 1  |